# Берардинели (Кјети)
Берардинели (итал. Berardinelli) је насеље у Италији у округу Кјети, региону Абруцо.
Према процени из 2011. у насељу је живело 43 становника. Насеље се налази на надморској висини од 799 м.